# Naturschutzgebiet Grundloser See bei Ahrensberg
Koordinaten: 53° 16′ 47″ N, 13° 2′ 25,4″ O
Das Naturschutzgebiet Grundloser See bei Ahrensberg ist ein 44 Hektar umfassendes Naturschutzgebiet in Mecklenburg-Vorpommern vier Kilometer östlich von Wesenberg. Namensgebend sind der vier Hektar umfassende See im Westteil des Schutzgebiets sowie die Ortschaft Ahrensberg unweit südlich. Die Unterschutzstellung erfolgte am 2. März 1972 mit dem Zweck, einen nährstoffarmen See mit einem Moor sowie einen östlich angrenzenden Bruchwald – das Postbruch – zu schützen und zu entwickeln. Das Gebiet wurde im Jahr 1994 erweitert.
Der aktuelle Gebietszustand wird als befriedigend eingeschätzt. Der Grundlose See wird regelmäßig von Anglern genutzt, wobei es zu Nährstoffeinträgen und Trittschäden kommt. Ein Weg von Below nach Ahrensberg führt durch das Gebiet und ermöglicht Einblicke in die Flächen.

## Geschichte und Wasserhaushalt
Das Naturschutzgebiet liegt in einer eiszeitlich entstandenen Sanderlandschaft. Der Grundlose See entstand als Ausschürfung durch abfließendes Schmelzwasser. Dünen finden sich im Gebiet, die unmittelbar nach der Eiszeit entstanden und letztmals in einer Entwaldungsperiode im Mittelalter offen lagen und umgeformt wurden. Der sieben Meter tiefe Grundlose See vermoorte im Laufe der Zeit und bildete Schwingdecken aus, welche heute bis zu 50 Meter Breite erreichen. Er wird ausschließlich von Niederschlagswasser gespeist, wodurch er sehr arm an Nährstoffen ist. Das Ufer des Sees wurde im 18. Jahrhundert mit Gehölzen bepflanzt. Das Postbruch wurde im 19. Jahrhundert mit Gräben durchzogen und entwässert seitdem in Richtung Havel. In der ursprünglich gehölzfreien Niederung kam es zur Bewaldung mit Kiefern, Erlen und Birken. Eine einmalige Nutzung erfolgte im Jahr 1998 durch einen ungenehmigten Einschlag auf den Flächen.

## Pflanzen- und Tierwelt
Der Grundlose See gehört zu den selten gewordenen nährstoffarmen und sauren Seen. Die Unterwasservegetation von 3 bis 6 Meter Wassertiefe wird von Braunmoos – Drepanocladus exannulatus – eingenommen. Torfmoose und Gewöhnlicher Wassernabel wachsen von den Kanten der Schwingdecke bis zu 3 Meter Tiefe in den See hinein. Typische Pflanzenarten auf dem Schwingmoor sind weiterhin Hunds-Straußgras, Sumpf-Blutauge, Faden-Segge, Fieberklee, Sonnentau, Sumpfporst und Moosbeere. In Richtung Ufer schließt ein Torfmoos-Birkenwald an. Im Postbruch wachsen Sumpfporst und Sprossender Bärlapp. Der überwiegende Teil des Bruchs ist mit Birke, Erle und Kiefer bedeckt.
Der Seeadler brütet im Gebiet. Weiterhin kommen seltene Libellenarten vor, wie Zwerglibelle, Östliche Moosjungfer, Kleine Moosjungfer, Kleine Pechlibelle, Kleine Binsenjungfer, Hochmoor-Mosaikjungfer und Grüne Mosaikjungfer.